# Dextrometorfano
O dextrometorfano (DXM) é uma droga antitussiva. É um dos ingredientes ativos usados para prevenir tosses em muitos medicamentos de venda direta. são encontrados outros efeitos na medicina para o dextrometorfano, como aplicações para o alívio de dores psicológicas.
É vendido como xarope, comprimidos, e antitússico, sendo produzido sob várias formas diferentes, marcas e rótulos genéricos. Na sua forma pura, o dextrometorfano é encontrado como um pó branco.
Quando a dosagem máxima especificada no rótulo é excedida, o dextrometorfano age como uma droga alucinógena dissociativa. Seu mecanismo de ação é antagonizar os receptores NMDA, produzindo efeitos similares das substâncias controladas, cetamina e fenciclidina (PCP).
Devido ao seu mecanismo de acção, classifica-se como um antitússico de acção central. Ao contrário dos expectorantes, não está indicado no tratamento da tosse produtiva (tosse com expectoração) mas sim da tosse seca e irritativa.

## História
O FDA aprovou o uso do dextrometorfano como medicamento de venda direta como supressor da tosse em 1958. Este satisfez a necessidade de um inibidor da tosse que não incluísse as propriedades adicionais do fosfato de codeína, o antitussivo mais usado naquele tempo. As vantagens das preparações com dextrometorfano sobre aquelas a base de codeína são a falta de dependência física e efeitos secundários do tipo sedativo.

## Química
Dextrometorfano é um enantiômero dextrorrotatório do metil éter de levorfanol, um analgésico opióide. É também um estereoisômero do levometorfano, também analgésico opióide. É nomeado de acordo com as regras da IUPAC como (+)-3-metoxi-17-metil-9α,13α,14α-morfinano. Na forma pura, a base livre de dextrometorfano aparece como um pó cristalino, na cor branca ou levemente amarelado e inodoro. É muito solúvel em clorofórmio e bem insolúvel em água. Comercialmente, o dextrometorfano é comumente disponível como um sal monoidratado hidrobromado, embora algumas novas formulações de liberação prorrogadas contém dextrometorfano ligado a uma resina de troca iônica com base em poliestireno sulfônico. A rotação específica do dextrometorfano na água é +27,6° (20 °C).

## Indicações
O principal uso do dextrometorfano é a supressão da tosse, para um alívio temporário da tosse causado pela irritação da garganta e dos brônquios (que habitualmente acompanha o resfriado comum), bem como outras causas como inalantes irritantes.
Adicionalmente, uma combinação de dextrometorfano e quinidina, já foi demonstrado que alivia os sintomas da labilidade emocional (ou instabilidade afetiva), em pacientes com esclerose amiotrófica lateral e esclerose múltipla. O dextrometorfano também é investigado para um possível tratamento para a dor neuropática e a dor associada a fibromialgia.

## Farmacocinética
Em doses terapêuticas a droga atua sobre o sistema nervoso central para inibir a tosse sem afetar as atividades dos cílios. O dextrometorfano é rapidamente absorvido pelo trato gastrointestinal e sua metabolização se inicia a partir de 15 a 60 minutos após a ingestão.
A dose média necessária para avaliar os seus efeitos terapêuticos é de 10 a 30 mg a cada 4-6 horas. Embora as doses para o uso recreacional varia de 100 mg a 2 g. De acordo com o Comitê Americano de Dependência de Drogas, dextrometorfano não produz dependência física quando usado com fins recreativos, mas é capaz de produzir uma leve dependência psicológica em alguns de seus usuários.
Em grandes doses pode provocar descoordenação em movimentos e sentidos e alucinações.
Devido a administração de dextrometorfano poder desencadear a liberação de histamina (ligada aos processos inflamatórios), seu uso em crianças atópicas é muito limitado.

## Efeitos adversos
Entre os efeitos adversos do dextrometorfano incluem:
| - Prurido - Rash cutâneo - Náuseas - Sonolência - Tontura - Vômitos - Hemeralopia | - Midríase - Sudorese - Febre - Hipertensão - Insuficiência respiratória - Diarreia - Retenção urinária |

O dextrometorfano também pode causar outros distúrbios gastrointestinais. Quando injetado diretamente na corrente sanguínea, o dextrometorfano pode causar potencialmente lesões de Olney, como alguns estudos sugerem. Em alguns casos raros documentados, o dextrometorfano produziu dependência psicológica em pessoas que abusaram desta droga. No entanto, ele não produz dependência psicológica, segundo o Comitê de Toxicodependência da OMS.

## Interações medicamentosas
O Dextrometorfano não deve ser tomado com os seguintes elementos:
- Inibidores da Monoamina oxidase (IMAOs)[5]
- Inibidores seletivos da recaptação de serotonina (ISRSs)[5]

Substâncias depressoras do SNC, incluindo o álcool e aluns psicotrópicos, terá um efeito cumulativo no SNC se tomado junto com dextrometorfano.

## Farmacologia clínica
Após a administração oral, o dextrometorfano é rapidamente absorvido pelo trato gastrointestinal,  onde ele entra na corrente sanguínea e atravessa a barreira hemato-encefálica.

### Atividade no sistema nervoso
- Antagonista dos receptores NMDA
- Agonista do receptor σ1 (sigma)[9]
- Antagonista dos receptores nicotínicos α3β4[10]
- Inibidor da recaptação de serotonina e, em menor escala, da norepinefrina[11][12]
- Inibidor da NADPH oxidase[13]

### Metabolismo
o metabolismo de primeira passagem pela veia porta hepática resulta em várias drogas metabolizadas pela O-desmetilação em um metabólito ativo do dextrometorfano chamado dextrorfano. O dextrorfano é um metabólito 3-hidroxilado derivado do dextrometorfano. Acredita-se que atividade terapêutica do dextrometorfano seja causada por este metabólito. O dextrometorfano também passa pela N-desmetilação (para 3-metóximorfinano) e conjugação parcial com ácido glicurônico e íons sulfato. Horas após a a terapia, (em humanos) os metabólitos (+)-3-hidróxi-N-metilmorfinano, (+)-3-morfinano e traços da droga imutável são detectáveis na urina.
O principal catalisador metabólico envolvido é a enzima citocromo P450 conhecida como 2D6, ou CYP2D6. Uma porção significativa da população possui uma deficiência funcional nessa enzima sendo conhecidos como metabollizadores lentos pela CYP2D6. A O-desmetilação do dextrometorfano a dextrorfano contribui a pelo menos 80% de dextrorfano formado durante o metabolismo do dextrometorfano. Como a CYP2D6 é a principal via metabólica na inativação do dextrometorfano, a duração da ação e efeitos do dextrometorfano podem ser aumentados em até três vezes por metabolizadores lentos. Em um estudo em 252 americanos, 84,3% eram metabolizadores rápidos, 6,8% metabolizadores intermediários e 8,8% metabolizadores lentos de dextrometorfano. Existe um número conhecido de alelos para CYP2D6, incluindo variantes diferentes completamente inativas. A distribuição dos alelos é desigual entre os grupos étnicos.
Um grade número de fármacos são inibidores potentes do CYP2D6. Alguns medicamentos que inibem a CYP2D6 são alguns Inibidores seletivos da recaptação de serotonina e os antidepressivos tricíclicos, alguns antipsicóticos e alguns anti-histamínicos como a difenidramina.
Existe portanto, um potencial de interação entre o dextrometorfano com essas medicações que inibem essa enzima, particularmente em metabolizadores lentos.
O dextrometorfano também é metabolizado pelo CYP3A4. A N-desmetilação é realizada principalmente pela CYP3A4, contribuindo para, pelo menos, 90% do 3-metóximorfinano formado como um metabólito primário do dextrometorfano.
Uma série de outras enzimas CYP estão implicadas como pequenas vias no metabolismo do dextrometorfano. A CYP2B6 é atualmente mais efetiva que a CYP3A4 na N-desmetilação do dextrometorfano, mas, uma vez que o indivíduo possui uma média inferior de conteúdo de CYP2B6 no fígado, menor que a CYP3A4, mais a N-desmetilação do dextrometorfano será catalisada pela CYP3A4.

## Uso recreacional
Desde sua introdução, preparações contendo dextrometorfano em medicamentos de venda direta, tem sido utilizados de forma inconsistente com sua marcação,  muitas vezes como uma droga recreativa. Em doses muito altas da medicamente recomendada, o dextrometorfano é classificado como dissociativo, com visíveis efeitos que são similares aos da quetamina e da fenciclidina. Ele pode produzir distorções do campo visual, sentimentos de dissociação, distorções da percepção corporal, excitação, bem como uma perda da compreensão do tempo.